# Чжао Юнь (імператор Сун)
Чжа́о Ю́нь (кит.: 趙昀; 26 січня 1205 — 16 листопада 1264) — 14-й імператор династії Сун, 5-й імператор Південної Сун (1224—1264). Посмертне ім'я — Спокійний (кит.: 安帝, Ān-dì). Храмове ім'я — Лі-цзун (кит.: 理宗, Lǐ-zōng, «Розумний»).

## Біографія
Походив з імператорського роду Чжао. Був сином князя Чжао Цілао. Не відзначався особливими якостями. 1221 року за підтримки канцлера Ши Міюаня й імператриці—вдови Ян було домовлено, що спадкоємцем імператора Нінцзуна стане саме Чжао Юнь. Останній зійшов на трон 1224 року, після смерті Нінцзуна.
Новий імператор не виявляв схильності до державних справ, більше полюбляв науку й літературу. Тому передав фактичне керівництво канцлеру Ши Міюаню, який визначав зовнішню та внутрішню політику держави до самої своєї смерті 1233 року. Той період позначився труднощами в економіці, зростанням інфляції (було випущено понад 300 млн паперових грошей). Для стабілізації цін було витрачено 102 тисячі золотих і 1 002 000 срібних грошей. Разом з тим приділялася значна увага розбудові сунського військового флоту. На момент смерті Ши Міюаня кількість морських вояків сягнула 52 тисяч осіб.
Після того деякий час Лі-цзун 1234 року особисто уклав мирний договір з Монгольським улусом, який повалив династію Цзінь та захопив північнокитайські землі. Втім, невдовзі, імператор знову відійшов від справ, передавши кермо канцлерам Дін Дацуаню та Цзя Сідао. Сам імператор поринув у розваги, значно збільшивши свій гарем. Однак він підтримував соціальні реформи. 1247 року були відкриті державні притуліки для дітей-сиріт, 1248 року бідняки почали безкоштовно отримувати ліки.
1254 року монголи розпочали підготовку до війни з Сун, а 1258 4 монгольські армії вдерлись до земель Сун. Спочатку здавалося, що їх зупинять (після загибелі великого хана Мунке), втім сунська армія зазнала поразки, після чого 1259 року було укладено мир, відповідно до якого Лі-цзун поступився землями на північ від річки Янцзи.
Для поліпшення економічного становища за пропозицією канцлера Цзя Сідао у 1263—1264 роках було проведено конфіскацію земель у великих землевласників. В результаті майже одна п'ята частина всіх земель опинилась у руках центрального уряду.
Внаслідок того, що його єдиний син помер молодим Лі-цзун оголосив своїм спадкоємцем небожа Чжао Ці. Помер імператор 16 листопада 1264 року.

## Девізи правління
- Баоцін (寶慶) 1225—1227
- Шаодін (紹定) 1228—1233
- Дуаньпін (端平) 1234—1236
- Цзясі (嘉熙) 1237—1240
- Чунью (淳祐) 1241—1252
- Баою (寶祐) 1253—1258
- Кайцін (開慶) 1259
- Цзіндін (景定) 1260—1264